# Herb gminy Zwierzyn

Herb gminy do 2014

Herb gminy Zwierzyn – jeden z symboli gminy Zwierzyn, ustanowiony 26 lutego 2014.

## Wygląd i symbolika
Herb przedstawia na tarczy w polu srebrnym czarną głowę byka o rogach złotych, pomiędzy którymi znajduje się czerwona pięciopłatkowa róża ze złotym środkiem i pięcioma zielonymi wypustkami. Warga górna byka i wywieszony język są czerwone. Zęby byka srebrne obnażone. Szyja tej samej barwy co głowa, z siedmioma frędzlami futra, skierowana w lewo. 